# Laurentius Norrmannus
Laurentius Norrmannus (tidigare Lars Norrman), född 24 april 1651 på Norrby gård i Jäders socken i Södermanland, död 21 maj 1703 i Uppsala, var en svensk teolog, professor i Uppsala 1684–1703 och biskop electus i Göteborg 1702.

## Biografi
Fadern, Johan Jönsson Norrman, var kamrerare med uppsikt över rikskanslern Axel Oxenstiernas egendomar. Modern hette Rebecka Barck. Norrman gifte sig 1676 med Elisabet Roman.
Redan som gymnasist i Strängnäs väckte Norrmannus uppmärksamhet för sina ovanliga kunskaper och avgick 1668 till Uppsala med rektors testimonium: »Talem nunc mittit Strengnesia, qvalem nec vidit, nec videbit». I Uppsala fortsatte han sina studier i elva år eller till 1679, då han reste till Tyskland och Holland för att vid universitet där ytterligare utvidga sin filologiska lärdom. Genast vid hemkomsten 1681 anställdes han av greve Magnus Gabriel De la Gardie som hans private bibliotekarie, samt utnämndes följande år, på dennes vitsord, till extra ordinarie professor i hebreiska och grekiska språken vid universitetet i Uppsala och erhöll också plats som assessor i Antikvitetskollegium. 
Redan på hösten 1682 kallades Norrmannius till Lund, såsom ordinarie professor i nyss nämnda ämnen; dock tillträdde han aldrig denna befattning utan övertog i stället professuren i logik och metafysik i Uppsala 1684. Historia och språkvetenskap var ändå fortfarande hans huvudstudier och redan 1685 bytte han ut den filosofiska professionen mot lärostolen i grekiska. Dessutom föreläste han i historia och i synnerhet om fäderneslandets antikviteter. År 1691 utbytte han återigen sin professur mot en i teologiska fakulteten, varjämte han 1698 förordnades till prefekt för akademiska biblioteket och 1702 blev han förste teologie professor och domprost. Hans sista befordran var till biskop i Göteborg samma år, men innan han hunnit tillträda avled han i Uppsala den 21 maj 1703. 
Inte bara i Sverige, utan i hela det lärda Europa, beklagade man förlusten av denne »Athenarum upsaliensium fulgatissimum sidus». Hans studier omfattade bland annat hela den österländska litteraturen med alla dess dialekter och allt som blivit tryckt och offentliggjort på grekiska språket. Av hans handskrifter förvarar biblioteket i Uppsala många, varav tyvärr en del har gått förlorade. De omfattade huvudsakligen varianter, rättelser och register till olika upplagor av Thucydides, Aristofanes, Aiskylos, Euripides och Lucianus.